# Kheira Bouziane-Laroussi
Pour les articles homonymes, voir Bouziane et Laroussi.
Kheira Bouziane-Laroussi est une femme politique française née le 23 août 1953 à Oran (Algérie), adjointe PS à la solidarité et à la famille à Quetigny (Côte-d'Or) depuis 2008, députée de la Côte-d'Or de juin 2012 à juin 2017.

## Biographie
Diplômée en économie et gestion, elle est professeur certifiée en Économie et Gestion de plusieurs établissements de la région dijonnaise. Kheira Bouziane a une longue expérience associative, dans les domaines de l'habitat, de l'éducation ou encore de la famille. Elle a été membre du Conseil Économique et Social de la région Bourgogne de 1995 à 2007, où elle a pu se concentrer sur les politiques sociales et de la santé.  
Deux autres élues issues de l’immigration, les conseillères régionales Fadila Khattabi et Safia Otokoré, étaient également citées dès juin 2011 comme candidates potentielles pour 2012 dans cette circonscription détenue par une députée PS. Elle remporte la primaire socialiste avec plus de 67 % des suffrages. 
Pendant les primaires du PS pour la présidentielle de 2012, Kheira Bouziane faisait partie dès le départ du comité départemental de soutien à Martine Aubry dont elle a été une des deux porte-parole,,.
Élue députée le 17 juin 2012, conformément à son engagement et à ses prises de positions sur le cumul des mandats, elle démissionne de son poste d'adjointe à la Solidarité et à la Famille de Quetigny pour ne rester que conseillère municipale. À l'Assemblée nationale, elle s'investit particulièrement sur les politiques de santé et d'emploi et particulièrement sur les thématiques de l'apprentissage et des mesures en faveur de l'emploi des jeunes, du handicap et de la lutte contre l'exclusion, et de l'égalité.  
Elle fait partie des 41 députés de la majorité à s'être abstenus lors du vote du programme de stabilité présenté par le Premier ministre Manuel Valls mardi 29 avril 2014, ainsi que du mouvement « Vive la Gauche! ».
Elle est membre de l'équipe de campagne d'Arnaud Montebourg pour la primaire citoyenne de 2017.
Kheira Bouziane-Laroussi est candidate à un second mandat lors des élections législatives de 2017. Fin 2016, elle est cependant battue par l'adjointe au maire de Dijon Anne Dillenseger, lors de la consultation des militants socialistes. La députée sortante conteste ce résultat et se présente malgré tout, en tant que candidate « indépendante et libre ».